# مانوئل ردوندو
مانوئل ردوندو (انگلیسی: Manuel Redondo؛ زادهٔ ۱۱ ژانویهٔ ۱۹۸۵) بازیکن فوتبال اهل اسپانیا است.
از باشگاه‌هایی که در آن بازی کرده‌است می‌توان به باشگاه فوتبال بوریرام یونایتد، باشگاه فوتبال رئال اویدو، باشگاه فوتبال سابادل، باشگاه فوتبال پومفرادینا، و باشگاه فوتبال خرز اشاره کرد.